# Mortainskrinet
Mortainskrinet är ett runristat relikskrin funnet i Mortain i Frankrike.  Det är med största sannolikhet ett anglosaxiskt arbete.

## Beskrivning av skrinet
Relikskrinet är dekorerat med avbildningar av två ärkeänglar som står vid Kristi sida. 

## Runinskriften
Normalisering/transkribering:
good helpe: œadan piiosne kiismeel gewarahtœ
där ordet kiismeel är latin chrismale för krismamässa, och gewarahtœ läses som "giving" eller "making", dvs. i översättning 
Översättning till modern engelska:
God help Ēadan, who celebrates kiismeel
Ēadan, Aidan eller Eada är välkänd anglosaxiska namn.

## Historia
Skrinets ursprungsort är antagligen Northumberland (i norra England), men det kan ha tillverkats i norra eller i södra England mellan 660 och 725. Skrinet har troligtvis bortförts från norra England till Normandie, Frankrike, i samband med Vilhelm Erövrarens plundringsexpedition i Yorkshire och grannområdena efter upproret i norra England 1069–1070.